# Rebecca Cotton
Rebecca Christina Cotton (Nelson, 23 agosto 1974) è un'ex cestista neozelandese.

## Carriera
Con la Nuova Zelanda ha disputato due edizioni dei Giochi olimpici (Sydney 2000, Atene 2004).